# Bartim
Bartim - Бартым (rus) - és un poble del krai de Perm, a Rússia, que en el cens del 2010 tenia 55 habitants.